# Ołeksandr Wołczkow
Ołeksandr Anatolijowycz Wołczkow, ukr. Олександр Анатолійович Волчков (ur. 18 lipca 1985 we wsi Uspeniwka, w obwodzie odeskim) – ukraiński piłkarz, grający na pozycji obrońcy.

## Kariera piłkarska

### Kariera klubowa
Wychowanek Szkoły Sportowej nr 11 Czornomoreć Odessa. W 2004 rozpoczął karierę piłkarską w drugoligowym klubie Olimpija FK AES Jużnoukraińsk. Latem 2005 został zaproszony do MFK Mikołajów, ale w 2006 wrócił do klubu z Jużnoukraińska, który już nazywał się Enerhija Jużnoukraińsk. Na początku 2007 przeniósł się do Bastionu Illicziwśk. W 2011 powrócił do MFK Mikołajów, ale rozegrał tylko jeden mecz, dlatego w następnym roku odszedł do Nywy Winnica. Latem 2012 przeniósł się do FK Odessa. Wiosną 2013 wyjechał do Mołdawii, gdzie podpisał 4-miesięczny kontrakt z Nistru Otaci. Zgodził się na zaproszenie od Wadyma Dobyży i w lipcu 2013 zasilił skład estońskiej Levadii Tallinn. Sezon 2014 rozpoczął w drugiej drużynie Levadii, skąd latem 2014 został wypożyczony do Jõhvi FC Lokomotiv. W styczniu 2015 przeszedł do ormiańskiego Araratu Erywań. W czerwcu 2015 przeniósł się do Alaszkertu Erywań, ale już w lipcu 2015 został piłkarzem mołdawskiej Zarei Bielce. Jednak nie otrzymał pozwolenie na pracę i w sierpniu był zmuszony opuścić mołdawski klub. We wrześniu 2015 podpisał kontrakt z zespołem Hirnyk-Sport Komsomolsk. W drugiej połowie 2016 roku występował w zespole Inhułeć Petrowe. W marcu 2017 podpisał kontrakt z kanadyjskim FC Vorkuta.

## Sukcesy

### Sukcesy klubowe
Levadia Tallinn
- mistrz Estonii: 2013, 2014
- zdobywca Pucharu Estonii: 2013

FC Vorkuta
- mistrz rundy zasadniczej Canadian Soccer League: 2017
- mistrz Canadian Soccer League: 2018